# Breathe (album Faith Hill)
Breathe è il quarto album in studio in studio della cantante country statunitense Faith Hill, pubblicato il 9 novembre 1999.
Il disco ha vinto il Grammy Award come miglior album country ed è stato certificato otto volte disco di platino dalla RIAA.

## Tracce
1. What's In It for Me – 5:36 (Bekka Bramlett, Billy Burnette, Annie Roboff)
2. I Got My Baby – 3:31 (Bob DiPiero, Roboff)
3. Love Is a Sweet Thing – 3:56 (Brett James, Troy Verges)
4. Breathe – 4:09 (Stephanie Bentley, Holly Lamar)
5. Let's Make Love (con Tim McGraw) – 4:11 (Marv Green, Chris Lindsey, Bill Luther, Aimee Mayo)
6. It Will Be Me – 3:46 (Gordon Kennedy, Wayne Kirkpatrick)
7. The Way You Love Me – 3:06 (Michael Dulaney, Keith Follesé)
8. If I'm Not in Love – 4:02 (Constant Change)
9. Bringing Out the Elvis – 3:34 (Louise Hoffsten, Leif Larrson)
10. If My Heart Had Wings – 3:35 (Fred Knobloch, Roboff)
11. If I Should Fall Behind – 4:32 (Bruce Springsteen)
12. That's How Love Moves – 4:14 (Jennifer Kimball, Ty Lacy, Fitzgerald Scott)
13. There Will Come a Day – 4:15 (Lindsey, Luther, Mayo)

Tracce aggiunge nella versione internazionale
1. This Kiss (Radio version) – 3:16 (Beth Nielsen Chapman, Lerner, Roboff)
2. Breathe (Hex Hector Radio Edit #1) – 3:57 (Bentley, Lamar)
3. The Way You Love Me (Love to Infinity Edit) – 2:59 (Dulaney, Follesé)

## Classifiche

### Classifiche settimanali
| Classifica (1999-01) | Posizione massima |
| -------------------- | ----------------- |
| Australia            | 7                 |
| Belgio (Fiandre)     | 43                |
| Canada               | 13                |
| Finlandia            | 15                |
| Francia              | 63                |
| Germania             | 76                |
| Irlanda              | 43                |
| Italia               | 36                |
| Norvegia             | 3                 |
| Nuova Zelanda        | 3                 |
| Regno Unito          | 19                |
| Stati Uniti          | 1                 |
| Svezia               | 12                |
| Svizzera             | 28                |

### Classifiche di fine anno
| Classifica (2000) | Posizione |
| ----------------- | --------- |
| Stati Uniti       | 16        |
| Classifica (2001) | Posizione |
| Australia         | 33        |
| Stati Uniti       | 34        |